# Aloe hahnii
Aloe hahnii är en grästrädsväxtart som beskrevs av Gideon F.Sm. och Klopper. Aloe hahnii ingår i släktet Aloe och familjen grästrädsväxter. Inga underarter finns listade i Catalogue of Life.